# Stan Siorovigas
Stan Siorovigas (Toronto, 14 settembre 1969) è un ex calciatore ed ex giocatore di calcio a 5 canadese.

## Carriera
Come massimo riconoscimento in carriera vanta la partecipazione con la Nazionale maschile di calcio a 5 del Canada al FIFA Futsal World Championship 1989 in cui i nordamericani, inseriti nel girone comprendente Belgio, Argentina e Giappone, sono stati eliminati al primo turno.